# 알렉스 이바카체
알렉스 마티아스 이바카체 모라(스페인어: Alex Matías Ibacache Mora, 1999년 1월 11일 ~)는 칠레의 축구 선수이자, 현재 칠레 칠레 프리메라 디비시온의 에베르톤 소속으로 포지션은 왼쪽 풀백이다.